# Double Dutch (gioco)

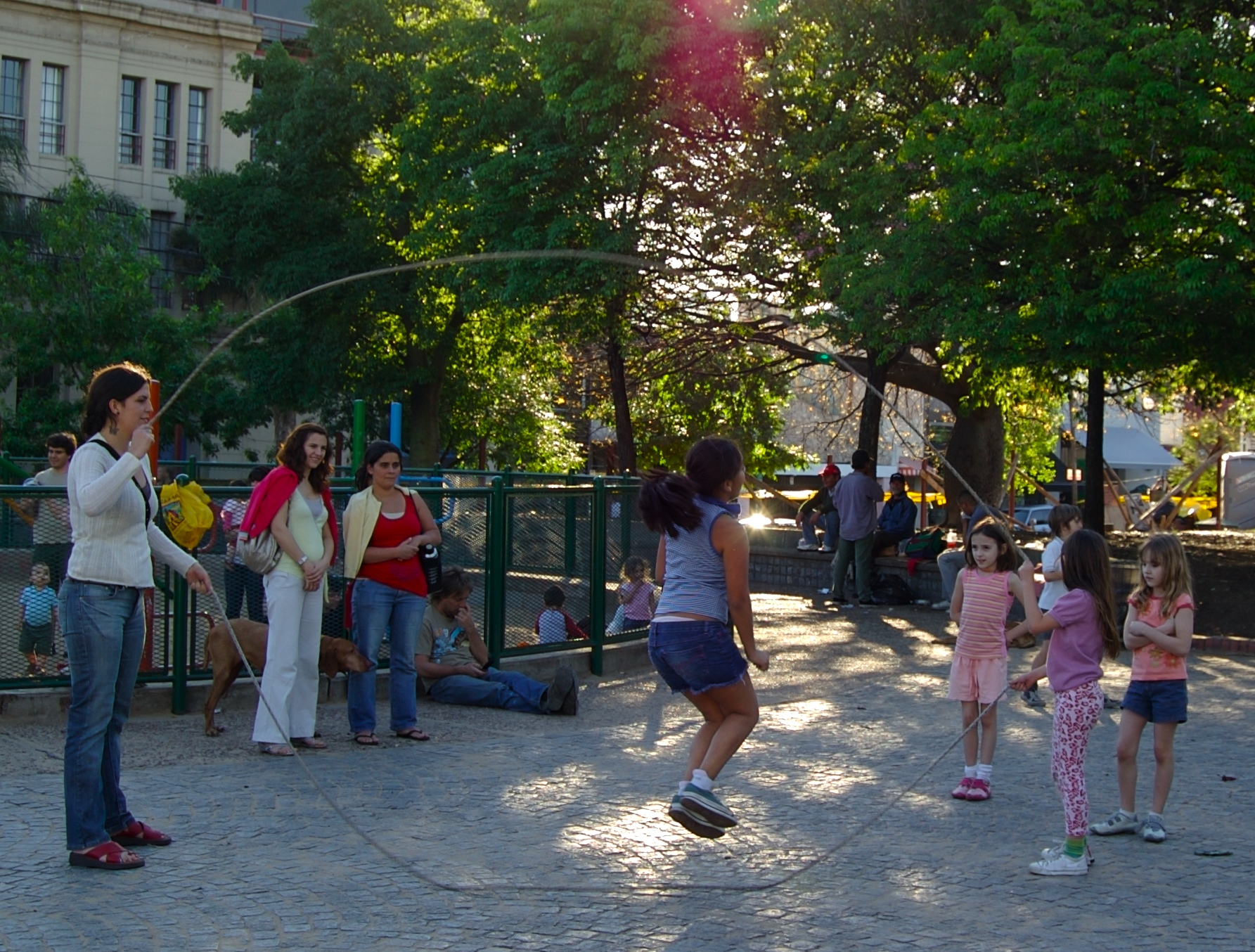
Bambini giocano a Double Dutch a Buenos Aires

Il Double Dutch (letteralmente Doppio olandese) è un gioco derivato dal salto alla corda, in cui si impiegano due corde che vengono girate in direzioni opposte. La persona o il gruppo di persone che saltano all'interno di queste corde spesso alternano mosse ginniche o di break dance.
In alcune parti del mondo questo gioco si chiama Double french (Doppio francese) o Double irish (Doppio irlandese).

## Tecnica
Giocare a Double Dutch coinvolge almeno tre persone: una o più che salta e due che fanno girare le corde. I "saltatori" di solito eseguono trucchi che possono comportare ginnastica o Breakdance e possono anche incorporare movimenti di piede fantasiosi.

## Il Double Dutch competitivo
La "National Double Dutch League" tiene gare annuali , nelle quali si sfidano squadre provenienti da tutto il mondo. Il Double Dutch è anche parte integrante dei tornei "USA Jump Rope", nonché dei Giochi Olimpici Junior AAU e delle competizioni annuali della "World Jump Rope Federation".
I "World Jump Rope Championships" si sono tenuti nel luglio 2012, presso la George Washington University, a Washington D.C.
Nelle gare di Double Dutch è obbligatorio cimentarsi nel freestyle e nella "velocità di salto".